# Microlinyphia simoni
Microlinyphia simoni là một loài nhện trong họ Linyphiidae.
Loài này thuộc chi Microlinyphia. Microlinyphia simoni được miêu tả năm 1970 bởi van Helsdingen.